# ارنست هارندن
ارنست هارندن (انگلیسی: E. J. Harnden؛ زادهٔ ۱۴ آوریل ۱۹۸۳) ورزشکار کرلینگ اهل کانادا است. او سنگ دوم یک بازی را برای قهرمان کانادایی به نام برد گوشو رینک را پرتاب می کند.